# Xysticus cristatus
Xysticus cristatus é uma espécie de aranha pertencente ao gênero Xysticus, comum no norte da europa.
As aranhas desta espécie possuem hábitos predatórios e costumam alimentar-se de outros invertebrados, principalmente formigas.